# Ropalodontus strandi
Ropalodontus strandi es una especie de coleóptero de la familia Ciidae.

## Distribución geográfica
Habita en Escandinavia (Noruega).